# Sabalos
Sabalos ist eine französische Gemeinde mit 148 Einwohnern (Stand 1. Januar 2022) im Département Hautes-Pyrénées in der Region Okzitanien in den Vor-Pyrenäen.

## Geographie
Sabalos liegt etwa zehn Kilometer nordöstlich der Stadt Tarbes. Im Norden befindet sich die Gemeinde Dours. 

## Demographie
| 1962 | 1968 | 1975 | 1982 | 1990 | 1999 | 2006 |
| ---- | ---- | ---- | ---- | ---- | ---- | ---- |
| 105  | 80   | 72   | 104  | 119  | 106  | 133  |